# Peter Bjorn and John
Peter Bjorn and John (неофіційна абревіатура PB&J) — інді-рок гурт з Стокгольму, Швеція. Здобули світову популярність завдяки синглу «Young Folks» виданого 2006 року.

## Склад
- Петер Морен — вокал, гітара, гармоніка;
- Бйорн Іттлінг — бас-гітара, клавішні, бек-вокал;
- Юн Ерікссон — ударні, бек-вокал.

## Історія
Петер Морен та Бйорн Іттлінг організували перший гурт ще навчаючись у школі. Вони обидва захоплювалися гуртами The Stone Roses та Ride. Гурт розпався коли хлопці переїхали до Стокгольму, де познайомились з Юном Ерікссоном. Разом з Ерікссоном 1999 року вони створили гурт Peter Bjorn and John. Назва гурту складається з їх імен.

## Дискографія

### Студійні альбоми
- 2002 — Peter Bjorn and John;
- 2004 — Falling Out;
- 2006 — Writer's Block;
- 2008 — Seaside Rock;
- 2009 — Living Thing;
- 2011 — Gimme Some.

### Мініальбоми
- 2001 — Forbidden Chords EP
- 2003 — (I Just Wanna) See Through/Say Something Else EP (разом з Spearmint)
- 2003 — 100 m of Hurdles EP
- 2004 — Beats Traps and Backgrounds EP

### Сингли
| Рік  | Сингл                                                | Найвища позиція | Найвища позиція | Найвища позиція | Найвища позиція | Найвища позиція | Найвища позиція | Найвища позиція | Найвища позиція | Найвища позиція | Альбом         |
| Рік  | Сингл                                                | ШВЕ             | АВСТ            | КАН             | ФІН             | ІРЛ             | НІД             | ВБ              | США             | США Mod         | Альбом         |
| ---- | ---------------------------------------------------- | --------------- | --------------- | --------------- | --------------- | --------------- | --------------- | --------------- | --------------- | --------------- | -------------- |
| 2005 | Teen Love                                            | 45              | —               | —               | —               | —               | —               | —               | —               | —               | Falling Out    |
| 2006 | Young Folks                                          | —               | 42              | 26              | 9               | 24              | 75              | 13              | 110             | 22              | Writer's Block |
| 2006 | Let's Call It Off                                    | —               | —               | —               | —               | —               | —               | 130             | —               | —               | Writer's Block |
| 2007 | Objects of My Affection                              | —               | —               | —               | —               | —               | —               | 96              | —               | —               | Writer's Block |
| 2009 | Nothing to Worry About                               | —               | —               | —               | —               | —               | —               | —               | —               | —               | Living Thing   |
| 2009 | Lay It Down                                          | —               | —               | —               | —               | —               | —               | —               | —               | —               | Living Thing   |
| 2009 | It Don't Move Me                                     | —               | —               | —               | —               | —               | —               | —               | —               | —               | Living Thing   |
| 2011 | Breaker Breaker                                      | —               | —               | —               | —               | —               | —               | —               | —               | —               | Gimme Some     |
| 2011 | Second Chance                                        | —               | —               | —               | —               | —               | —               | —               | —               | —               | Gimme Some     |
| 2011 | Dig a Little Deeper / What I Could Do If I Wanted To | —               | —               | —               | —               | —               | —               | —               | —               | —               | Gimme Some     |
| 2011 | May Seem Macabre                                     | —               | —               | —               | —               | —               | —               | —               | —               | —               | Gimme Some     |